# Cool Water
Cool Water ist ein von Bob Nolan verfasstes Lied, das erstmals 1941 von der von Nolan mitgegründeten Band The Sons of the Pioneers herausgebracht wurde.

## Geschichte
Nolan schrieb das spätere Lied ursprünglich 1924 als Gedicht. Erst nach Gründung der Sons of the Pioneers, bei der er 1933 mitgewirkt hatte, komponierte er 1936 die Musik dazu. So waren es denn auch die Sons of the Pioneers, die das Lied 1941 unter dem Label der Decca Records erstmals veröffentlichten. 4 Jahre später wurde das Lied noch einmal unter Mitwirkung der Sons of the Pioneers von Vaughn Monroe und seinem Orchester herausgebracht.
Das Lied wurde schon bald zu einem Standardlied im Bereich der Country- und Western-Musik und wurde 1986 in die Grammy Hall of Fame aufgenommen.

## Handlung
Das Lied erzählt von einem Mann, der mit seinem Esel namens Dan in der Wüste unterwegs ist und unter Durst leidet.
Der Durst nach einem Tag in der heißen Wüstensonne ist so schlimm geworden, dass er langsam durchdreht und überall Wasser sieht, das nicht erreichbar ist. So heißt es in einer Strophe Dan can you see that big green tree where the water’s runnin’ free and it’s waitin’ there for me and you? (dt. Dan, siehst du den großen grünen Baum, wo das Wasser reichlich fließt und nur auf uns wartet?). In einer anderen Strophe heißt es: The nights are cool and I'm a fool. Each star's a pool of water. (dt. Die Nächte sind kühl und ich bin ein Dummkopf. Jeder Stern ist ein Wasserbecken.).

## Coverversionen
Das Lied wurde von zahlreichen Künstlern aus dem Country- und Westerngenre gecovert; darunter Gene Autry, Johnny Cash, Marty Robbins und Hank Williams.
Die Coverversion von Frankie Laine und den Mellomen von 1955 erreichte Platz 2 der britischen Charts und unter den zahlreichen weiteren Coverversionen gibt es unter anderem auch eine von Lorne Greene, der vor allem als „Ben Cartwright“ aus der Fernsehserie Bonanza bekannt ist.